# Robert Seligman
Robert Seligman (Osijek, 1º maggio 1986) è un ginnasta croato, specializzato nel cavallo con maniglie. In carriera ha vinto la medaglia d'argento agli europei di Glasgow 2018 e quella di bronzo a Losanna 2008. Ha ottenuto l'argento ai Giochi del Mediterraneo di Mersin 2013 e Tarragona 2018.

## Palmarès
- Europei

Losanna 2008: bronzo nel cavallo con maniglie;
Glasgow 2018: argento nel cavallo con maniglie;
- Giochi del Mediterraneo

Mersin 2013: argento nel cavallo con maniglie;
Tarragona 2018: argento nel cavallo con maniglie;